# 7369 Gavrilin
7369 Gavrilin eller 1975 AN är en asteroid i huvudbältet som korsar Mars omloppsbana. Den upptäcktes 13 januari 1975 av den ryska astronomen Tamara Smirnova vid Krims astrofysiska observatorium på Krim. Den har fått sitt namn efter den sovjetisk-ryske kompositören Valerij Gavrilin (1939–1999).
Asteroiden har en diameter på ungefär fem kilometer.